# Agent Purple
Agent Purple (mieszanka fioletowa) – kodowa nazwa silnego herbicydu i defoliantu używanego przez Siły Zbrojne Stanów Zjednoczonych w czasie wojny wietnamskiej. Był to jeden „tęczowych herbicydów”, do których zaliczano także Agent Orange (mieszankę pomarańczową).
Mieszanka fioletowa jest chemicznie podobna do mieszanki pomarańczowej, składającej się z herbicydów 2,4-D i 2,4,5-T. W późniejszym okresie stwierdzono, że mieszanki pomarańczowa i fioletowa były skażone różną ilością tetrachlorodibenzodioksyny (TCDD), która jest substancją toksyczną i zalegającą. Skażenie to było efektem ubocznym procesu produkcyjnego 2,4,5-T. Agent Purple zawiera ponad trzy razy więcej dioksyn niż Agent Orange – do 45 ppm, podczas gdy Agent Orange średnio ok. 13 ppm.
Agent Purple użyty był tylko w najwcześniejszym stadium programu oprysków, w latach 1962–1964. Ogólnie użyta była tylko niewielka ilość substancji.